# Reidar Marthiniussen
Johan Reidar Martiniuson (Nøtterøy, 4 de julho de 1893 — Nova Iorque, 4 de junho de 1968) foi um velejador norueguês, campeão olímpico. Ele competiu nos Jogos Olímpicos de Verão de 1920 na classe 8 Metre e conquistou a medalha de ouro na disputa realizada segundo as regras de 1919 a bordo do Sildra com Magnus Konow, Thorleif Christoffersen e Ragnar Vik.